# Гидрореабилитация
Гидрореабилитация (Hydrotherapy) — педагогическое специфическое явление, сущность которого заключается в обучении и воспитании человека в условиях водной среды и средствами водной среды, с целью формирования качественно нового более высокого от исходного уровня физической и общественной активности человека с отклонением в состоянии здоровья. (Мосунов Д. Ф., 1998).
Гидрореабилитация, — учебный предмет, изучает в образовательном учреждении явления, свойства и закономерности взаимоотношений человека и воды (сокращенно: воды с её физическими, химическими и биологическими соединениями).
Педагогическая гидрореабилитация (Pedagogical hydrorehabilitation), — учебный предмет, изучает в образовательном учреждении дидактические принципы, вытекающие из физических и общественных явлений, свойств и закономерностей взаимоотношений человека и воды, устанавливает порядок и последовательность деятельности педагога (или самостоятельную деятельность) направленную на формирование качественно нового более высокого от исходного уровня физической и общественной активности человека. Термин «гидрореабилитация», применяется в теории и методике физического воспитания, спортивной тренировке, адаптивной и оздоровительной физической культуре.
Впервые в гидрореабилитации установлено и введено понятие «взаимоотношение человека и воды» как специфическое органически целое общественное и физическое явление с его многообразными сторонами жизнедеятельности в условиях водной среды. Установлено и охарактеризовано субстанциальное свойство «взаимоотношений человека и воды» с её физическими, химическими и биологическими соединениями обеспечивать органически целое единение человека и воды в процессе оплодотворения, зарождения, формирования и жизни человека (Явление и субстанциальное свойство взаимоотношений человека и воды / М. Д. Мосунова; Д. Ф. Мосунов // Научно-теоретический журнал «Ученые записки университета имени П. Ф. Лесгафта», № 1 (83) — 2012 год. — С.117-123); DOI: 10.5930/issn.1994-4683.01.83.p117-123 Phenomenon and substantial feature of main-water interrelationship/Maria Dmitrievna Mosunova, Dmitry Fedorovich Mosunov.
Впервые термин «гидрореабилитация» как педагогическое направление научных исследований появляется по инициативе Российских ученых на международном симпозиуме «Biomechanics and medicine in swimming» (Finland, 1998). С тех пор гидрореабилитация включается в программы многих международных конференций, посвященных физической культуре, адаптивной физической культуре, спорту и здоровью. Гидрореабилитация, как учебная (с 2000 года) и научная (с 2002 года) дисциплина развивается в Российской Федерации учеными Национального государственного университета физической культуры, спорта и здоровья имени П. Ф. Лесгафта в Санкт-Петербурге на кафедре «Теории и методики гидрореабилитации». Здесь обобщается и анализируется накопленный многовековой опыт использования водной среды и её соединений в закономерностях, явлениях и свойствах взаимоотношений человека и воды.